# Hemiranfídeos
Hemiranfídeos (nome científico: Hemiramphidae) é uma família de peixes da ordem Beloniformes.